# Crucișătorul japonez Maya

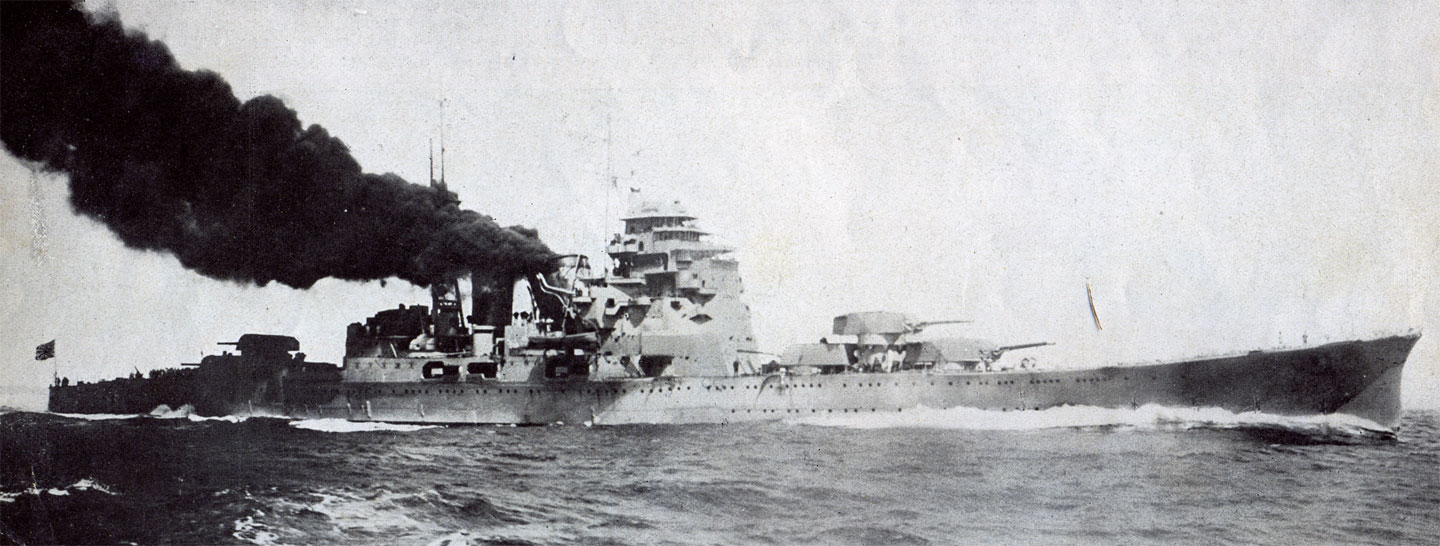
Maya în 1933

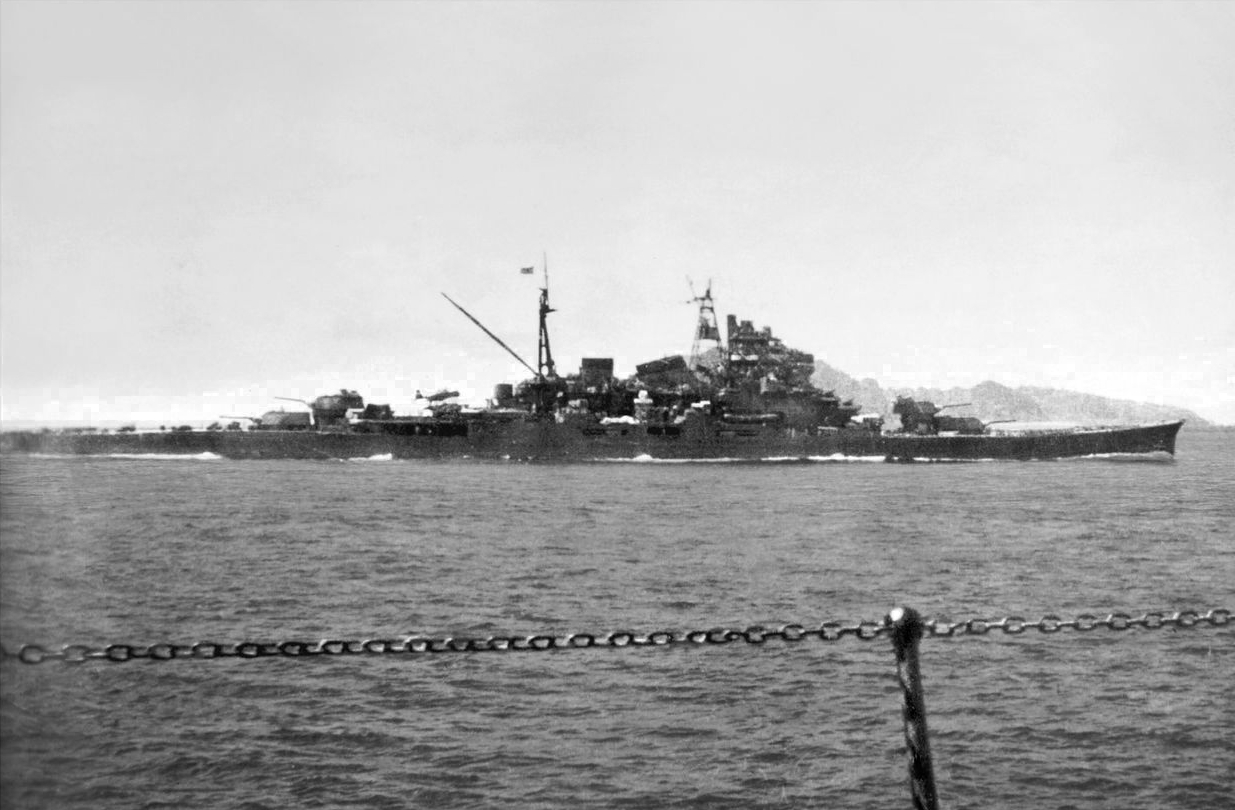
Maya în 1944

Crucișătorul japonez Maya (摩耶) numit după Muntele Maya de lângă Kobe, a fost un crucișător greu al Marinei Imperiale Japoneze, fiind unul dintre cele patru crucișătoare grele din clasa Takao. 

Navele din această clasă erau rapide, puternice și bine înarmate, fiind destinate să formeze coloana vertebrală a forței militare de atac a Japoniei. Avea o putere de foc cu care se putea bate cu oricare crucișător din marina oricărui stat.

## Caracteristici
Armament:
- 8 tunuri 203 mm
- 12 tunuri de 120 mm
- 4 tunuri de 40 mm
- 117 autotunuri antiaeriene de 25mm
- 8 tuburi torpiloare cu încărcătură de adâncime

Blindaj:
- punte: 13-25 mm, mai târziu 101 mm
- centură: 38-13 mm

## Istoric
Crucișătorul Maya a fost construit la Uzinele de Construcții Navale din Kobe, fiind lansată la apă la 8 noiembrie 1930.

Din ianuarie-martie 1942, Maya a fost implicat în ocuparea Indiilor Olandeze de Est bogate în resurse de petrol. A fost prezent la scufundarea canonierei USS Asheville (PG-21) la sud de Java.

În aprilie 1942 a primit sarcina de a urmări Task Group 16.2 comandat de amiralul  William F. Halsey după Raidul Doolitle asupra Tokio-ului, care nu s-a soldat cu succes.

În lunile mai-iunie 1942 a participat la invazia insulelor Aleutine.

În august 1942, Maya a primit sarcina să participe la apărarea Insulelor Solomon și a participat la 
Bătălia din Insulele Solomon de Est.

În timpul bombardamentului aeroportului Henderson Field din Guadalcanal la 14 noiembrie 1942, grupul de luptă din care făcea parte Maya a fost atacat de bombardiere în picaj Douglas SBD Dauntless din escadrila VB-10. Un avion a aruncat pe navă o bombă de 227 kg care a pătruns în corpul navei, ucigând 37 de marinari.

În 1943 a participat la Bătălia din insula Komandorski, lângă peninsula Kamciatka, unde a avut schimb de focuri cu USS Bailey (DD-492), cu avarii și de o parte și de alta.

În noiembrie o bombă lansată de pe un bombardier în picaj  Douglas SBD Dauntless de pe portavionul american USS Saratoga (CV-3) a lovit puntea deasupra motorului 3 provocând un incendiu și ucigând 70 de marinari.

După reparații, Maya a luat la bord două hidroplane Aichi E13A1 Jake de recunoaștere, trupe și materiale.
În Bătălia din Marea Filipinelor Maya a fost ușor avariat.

În 22 octombrie 1944 în Bătălia din Golful Leyte în strâmtoarea Palawan, navele surori Atago și Takao au fost torpilate de submarinul USS Darter (SS-227). Atago s-a scufundat în aproximativ 18 minute. Cu 20 minute mai târziu submarinul USS Dace (SS-247, a lansat șase torpile împotriva crucișătorului Maya. Au urmat explozii care au ucis 336 ofițeri și marinari, incluzând și ultimul căpitan al navei. Nava Akishimo a salvat 769 oameni și i-a dus pe bordul cuirasatului Musashi, care a fost scufundat în ziua următoare, 146 de oameni de pe Maya pierind pe Musashi. Din 1105 oameni au murit 479. 

## Cărți tipărite
- D'Albas, Andrieu (1965). Death of a Navy: Japanese Naval Action in World War II. Devin-Adair Pub. ISBN 0-8159-5302-X.
- Dull, Paul S. (1978). A Battle History of the Imperial Japanese Navy, 1941-1945. Naval Institute Press. ISBN 0-87021-097-1.
- Lacroix, Eric; Linton Wells (1997). Japanese Cruisers of the Pacific War. Naval Institute Press. ISBN 0-87021-311-3.